# Hans Ahlgrimm
Hans Ahlgrimm (10. listopadu 1904 Vídeň – 23. dubna 1945 Berlín) byl rakouský houslista a hudební skladatel.

## Život
Hans Ahlgrimm začal hrát na klavír u své matky. Již v sedmi letech byl žákem vídeňské konzervatoře. v roce 1919 byl přijat na Univerzitu hudebních a dramatických umění ve Vídni. Studoval dirigování u Ferdinanda Löwe, u Franze Schmidta kontrapunkt a kompozici a u Eusebia Mandyczewského dějiny hudby a instrumentaci. Kromě toho pokračoval soukromě ve studiu hry na housle u Otakara Ševčíka.
Po absolvování školy byl v letech 1925–1926 byl koncertním mistrem orchestru Hudebního spolku v Innsbrucku (Musikverein Innsbruck). Od roku 1926 do roku 1929 byl zaměstnán jako pedagog na Lidové konzervatoři ve Vídni (Wiener Volkskonservatorium). Poté působil jako první houslista Státní opery v Berlíně (Staatsoper Unter den Linden) a od roku 1931 až do své smrti v roce 1945 byl druhým houslistou a violistou Berlínské filharmonie. Tragicky zahynul během bojů o Berlín v dubnu roku 1945. Kde je pohřben není známo.
Sestra Hanse Ahlgrimma, Isolde Ahlgrimmová (1914–1995), se stala významnou cembalistkou, která se zasloužila o renezanci tohoto nástroje v koncertních síních.

## Dílo (výběr)
- Koncert pro trubku a malý orchestr F-dur (Berlín, 1939)
- Koncert pro housle a orchestr d-moll (Hamburg 1943)
- ”Komm süßer Tod”, symfonické variace na téma Johanna Sebastiana Bacha pro velký orchestr
- Gleichnis: Es ist ein Brunnen, der heißt Leid pro šestihlasý smíšený sbor (text Richard Dehmel)
- Sonáta pro housle nebo altovou flétnu a klavír
- Divertimento pro housle, flétnu a violu